# Neotanypeza ornatipes
Neotanypeza ornatipes är en tvåvingeart som först beskrevs av Jacques-Marie-Frangile Bigot 1886.  Neotanypeza ornatipes ingår i släktet Neotanypeza och familjen långbensflugor. Inga underarter finns listade i Catalogue of Life.